# Illuminating Engineering Society
L'Illuminating Engineering Society (amb acrònim anglès IES), antigament la Illuminating Engineering Society of North America (IESNA), és una societat culta sense ànim de lucre i recolzada per la indústria que es va fundar a la ciutat de Nova York el 10 de gener de 1906. La missió declarada de l'IES és "millorar l'entorn il·luminat reunint els que tenen coneixements sobre il·luminació i traduint aquest coneixement en accions que beneficiïn la ciutadania".
La Societat encara té la seu a la ciutat de Nova York, amb oficines al 120 de Wall Street. L'IES està dividit en aproximadament 100 seccions locals.
L'IES té més de 100 publicacions sobre el tema de la il·luminació, com ara The Lighting Handbook: 10th Edition. Altres publicacions, moltes de les quals són estàndards de l'American National Standards Institute (ANSI) o ASHRAE, inclouen pràctiques recomanades per a una varietat d'aplicacions específiques d'il·luminació, com ara il·luminació d'oficines, esports i exteriors, i il·luminació per a centres sanitaris. L'Institut Nacional d'Estàndards i Tecnologia (NIST) fa referència a diverses publicacions de l'IES per a les calibracions de radiació òptica. La International Dark-Sky Association (IDA) fa diverses referències a l'IES i les seves publicacions al seu Outdoor Lighting Code Handbook.